# Стратиграфија
Стратиграфија је геолошка дисциплина која проучава и даје приказ еволуције Земље, од њеног постанка до данас. Она се бави издвајањем стратиграфских јединица (и у оквиру њих слојева и стена) са циљем дефинисања њихове старости и праћења промена које су се дешавале. Дакле, стратиграфија се бави идентификовањем и лоцирањем у времену догађаја који су се одигравали и много раније него што је човек постојао на Земљи.
Зарад лоцирања у времену одређује се релативна и апсолутна старост јединица.
Предмет проучавања стратиграфије су углавном седиментне и наталожене стене вулканског порекла.

## Историјски развој
Католички свештеник Николас Стено успоставио је теоријску основу за стратиграфију када је у делу о фосилизацији органских остатака у слојевима седимента из 1669. године увео закон суперпозиције, принцип оригиналне хоризонталности и принцип бочног континуитета.
Прву практичну примену стратиграфије великих размера дао је Вилијам Смит 1790-их и почетком 19. века. Познат као „отац енглеске геологије“, Смит је препознао значај страта или слојева стена и важност фосилних маркера за корелацију слојева; створио је прву геолошку карту Енглеске. Друге утицајне примене стратиграфије у раном 19. веку острварили су Жорж Кјувије и Александар Броњар, који су проучавали геологију региона око Париза.

## Повезаност стратиграфије са другим наукама
Ако је у средишту проучавања сукцесија временски и просторно повезаних литолошких целина, говоримо о литостратиграфији.
Када се пак ограничавамо на приказ временског редоследа организама геолошке прошлости и на тај начин одређујемо редослед стена у којима се налазе, бавимо се проблемима биостратиграфије.
Питањима уже схваћених физичко-географских промена (реконструкцијом физичко-географских услова, распореда копна и мора, климом и другим факторима) бави се палеогеографија, а саме климатске промене обухваћене су палеоклиматологијом итд.

## Задаци стратиграфије
У процесу истраживања поклања се пажња:
1. стратиграфској систематизацији (издвајање целина)
2. стратиграфској паралелизацији (поређење целина)
3. синхронизацији геолошких творевина (временска припадност истих или различитих творевина)

## Литостратиграфија
Варијације у јединицама стена, које су најочигледније приказане као видљива слојевитост, су последица физичких контраста у типу стене (литологија). Ова варијација се може појавити вертикално као слојевитост, или бочно, и одражава промене у окружењу таложења (познато као промена фација). Ове варијације дају литостратиграфију или литолошку стратиграфију јединице стена. Кључни концепти у стратиграфији укључују разумевање како настају одређени геометријски односи између слојева стена и шта ове геометрије имплицирају о њиховом изворном окружењу таложења. Основни концепт у стратиграфији, назван закон суперпозиције, гласи: у недеформисаном стратиграфском низу најстарији слојеви се јављају у основи низа.
Хемостратиграфија проучава промене у релативним пропорцијама елемената у траговима и изотопа унутар и између литолошких јединица. Односи изотопа угљеника и кисеоника варирају током времена, а истраживачи их могу користити за мапирање суптилних промена које су се десиле у палеоокружењу. Ово је довело до специјализоване области изотопске стратиграфије.
Циклостратиграфија документује често цикличне промене у релативним пропорцијама минерала (посебно карбоната), величини зрна, дебљини слојева седимента (варве) и фосилној разноврсности током времена, у вези са сезонским или дугорочним променама у палеоклимама.

## Биостратиграфија
Биостратиграфија или палеонтолошка стратиграфија заснива се на фосилним доказима у слојевима стена. За слојеве са широко распрострањених локација које садрже исту фосилну фауну и флору се каже да су временски корелирани. Биолошка стратиграфија је била заснована на принципу фаунистичке сукцесије Вилијама Смита, што је претходио и био је један од првих и најснажнијих доказа биолошке еволуције. То пружа јаке доказе за формирање (специјацију) и изумирање врста. Геолошка временска скала је развијена током 19. века, на основу доказа о биолошкој стратиграфији и сукцесији фауне. Ова временска скала је остала релативна скала све до развоја радиометријског датирања, које се заснивало на апсолутном временском оквиру, што је довело до развоја хроностратиграфије.
Један важан развој је Вејлова крива, која покушава да дефинише глобалну историјску криву нивоа мора према закључцима из светских стратиграфских образаца. Стратиграфија се такође уобичајено користи за оцртавање природе и обима стена резервоара који садрже угљоводонике, заптивки и замки геологије нафте.

## Хроностратиграфија
Хроностратиграфија је грана стратиграфије која поставља апсолутну старост, а не релативну старост на слојеве стена. Огранак се бави извођењем геохронолошких података за стенске јединице, како директно тако и инференцијално, тако да се може извести низ временски релативних догађаја који су створили формацију стена. Крајњи циљ хроностратиграфије је да постави датуме на редослед таложења свих стена унутар геолошког региона, а затим и до сваког региона, и даље да обезбеди цео геолошки запис Земље.
Празнина или слојеви који недостају у геолошком запису неког подручја назива се стратиграфска пауза. Ово може бити резултат застоја у таложењу седимента. Алтернативно, јаз може бити последица уклањања ерозијом, у ком случају се може назвати стратиграфском празнином. То се зове пауза, јер је таложење било у застоју неко време. Физички јаз може представљати и период неталожења и период ерозије. Геолошки расед може изазвати појаву застоја.

### Магнетостратиграфија
Магнетостратиграфија је хроностратиграфска техника која се користи за датирање седиментних и вулканских секвенци. Метода функционише прикупљањем оријентисаних узорака у измереним интервалима кроз део секције. Узорци се анализирају да би се одредио њихов детритни реманентни магнетизам (ДРМ), односно поларитет Земљиног магнетног поља у време када је слој депонован. За седиментне стене то је могуће зато што се, док падају кроз водени стуб, веома ситнозрнати магнетни минерали (< 17 ) понашају као сићушни компаси, оријентишући се према Земљином магнетном пољу. Приликом сахрањивања та оријентација је сачувана. За вулканске стене, магнетни минерали, који се формирају у топљењу, оријентишу се према амбијенталном магнетном пољу и фиксирају се на месту након кристализације лаве.
На терену се прикупљају оријентисани узорци палеомагнетног језгра; муљњаци, алевролит и веома ситнозрни пешчари су пожељне литологије, јер су магнетна зрна финија и већа је вероватноћа да ће се оријентисати са амбијенталним пољем током таложења. Ако би древно магнетно поље било оријентисано слично данашњем пољу (Северни магнетни пол близу Северног ротационог пола), слојеви би задржали нормалан поларитет. Ако подаци указују да је северни магнетни пол близу јужног ротационог пола, слојеви би показали обрнути поларитет.
Резултати појединачних узорака се анализирају уклањањем природне реманентне магнетизације (NRM) да би се открио DRM. Након статистичке анализе, резултати се користе за генерисање локалне магнетостратиграфске колоне која се затим може упоредити са временском скалом глобалног магнетног поларитета.
Ова техника се користи за датирање секвенци у којима генерално недостају фосили или међуслојне магматске стене. Континуирана природа узорковања значи да је то такође моћна техника за процену стопа акумулације седимента.